# Anastasija Rygalina
Anastasija Aleksiejewna Rygalina (ros. Анастасия Алексеевна Рыгалина; ur. 31 stycznia 1996 w Bogorodicku) – rosyjska biegaczka narciarska, olimpijka z Pekinu 2022.

## Kariera
Do 2021 startowała w zawodach niższej rangi. Trzy miejsca w pierwszej czwórce Mistrzostw Rosji 2021 dały jej powołanie do kadry narodowej. W tym też roku zadebiutowała w Pucharze Świata. Jej pierwszym dużym turniejem międzynarodowym były Zimowe Igrzyska Olimpijskie 2022.

## Udział w zawodach międzynarodowych
| Impreza     | Rok | Gospodarz | Konkurencja | Miejsce |                      |      |       |              |    |
| ----------- | --- | --------- | ----------- | ------- | -------------------- | ---- | ----- | ------------ | -- |
| Impreza     | Rok | Gospodarz | Konkurencja | Miejsce | Igrzyska olimpijskie | 2022 | Pekin | bieg łączony | 8. |
| bieg masowy | 17. |           |             |         | Igrzyska olimpijskie | 2022 | Pekin |              |    |